# Brasilândia de Minas
Brasilândia de Minas là một đô thị thuộc bang Minas Gerais, Brasil. Đô thị này có diện tích 2515,339 km², dân số năm 2007 là 12821 người, mật độ 4,8 người/km².